# آپتودیت
آپتودیت (انگلیسی: UpToDate) یک شرکت زیرمجموعه در بخش بهداشتی شرکت انتشاراتی هلندی ولترز کلوور است که محصول اصلی آن نرم‌افزار آپتودیت است که یک منبع پزشکی نقطه مراقبتی به‌شمار می‌رود.
سیستم آپتودیت یک منبع بالینی مبتنی بر شواهد است. این شامل مجموعه‌ای از اطلاعات پزشکی و بیمار، دسترسی به تک‌نگاری‌های دارویی لکسی-کامپ و تداخلات دارو با دارو، و تعدادی ماشین حساب پزشکی است. آپتودیت توسط بیش از ۷٬۱۰۰ پزشک نویسنده، ویراستار و داور همتا نوشته شده‌است. این نرم‌افزار هم از طریق اینترنت و هم به صورت آفلاین در رایانه‌های شخصی یا دستگاه‌های تلفن همراه در دسترس است. برای دسترسی کامل به مطالب به اشتراک نیاز است.

## پیشینه
این شرکت در سال ۱۹۹۲ توسط دکتر برتون رز به همراه دکتر جوزف راش راه‌اندازی شد. آن‌ها با نفرولوژی شروع کردند و از آن زمان بیش از بیست تخصص دیگر به مجموعه اضافه شده‌است.

## جنجال‌ها
مقالات آپتودیت به صورت ناشناس توسط داوران همتا بررسی می‌شود و این شرکت افشای تعارض منافع توسط نویسندگان مقالات خود را الزامی کرده‌است. در سال ۲۰۱۴، مقاله‌ای در مجله اخلاق پزشکی منتشر شد که در آن شش مقاله آپتودیت و داینامد را با تمرکز بر شرایطی که در آن بهترین روش مدیریت درمان مورد بحث است، یا میان تأثیر داروی برندهای مختلف تفاوت وجود دارد، بررسی می‌کرد. نویسندگان دریافتند که هر شش مقاله بررسی‌شده از آپتودیت حاوی تضاد منافع بالقوه متعددی است، به طوری که مشارکت‌کنندگان یا به عنوان مشاور برای دریافت کمک‌هزینه تحقیقاتی کار یا هزینه‌ای را برای سخنرانی از تولیدکنندگان داروهای ذکر شده در مقاله مربوطه دریافت کرده‌اند.

## دسترسی
دسترسی کامل به این سرویس به اشتراک نیاز دارد که از سال ۲۰۲۱ برای یک پزشک در ایالات متحده ۵۵۹ دلار آمریکا در سال هزینه دارد (هزینه کمتر برای اشتراک طولانی مدت). مردم نروژ از طریق کتابخانه الکترونیک سلامت نروژ به بهترین روش بی‌ام‌جی، آپتودیت و پایگاه داده دارویی میکرومدکس دسترسی رایگان دارند. آپتودیت در نیوزیلند پس از زلزله سال ۲۰۱۱، در هائیتی پس از زلزله ۲۰۱۰ و در نپال پس از زلزله آوریل ۲۰۱۵ به صورت رایگان در دسترس قرار گرفت. پروژه تحویل بهداشت جهانی در دانشگاه هاروارد دسترسی به آپتودیت را برای کسانی که مراقبت‌های پزشکی را به جمعیت‌های فقیر یا محروم در خارج از ایالات متحده ارائه می‌دهند، مدیریت می‌کند. شواهد بهتر توسط آزمایشگاه‌های آریادنه دسترسی کامل و رایگان را به متخصصان سلامت از کشورهای کمتر توسعه‌یافته ارائه می‌دهد. یک نسخه رایگان آپتودیت 2023 توسط ایرانیان در دسترس عموم در اینترنت قرار گرفت.